# Conrad I al Boemiei
Conrad I (în cehă Konrád I. Brněnský, în germană Konrad I. von Brünn; n. 1035, Praga, Sfântul Imperiu Roman – d. 6 septembrie 1092, Praga, Sfântul Imperiu Roman), aparținând dinastiei Přemyslid, a fost duce al Boemiei timp de 8 luni în 1092.

## Biografie
Conrad a fost cel de-al treilea fiu al ducelui Bretislav I și al soției sale, Iudita, fiica margrafului Henric de Schweinfurt. Conrad a primit administrarea Moraviei în 1054 în timpul domniei tatălui său. Spytihněv al II-lea, fratele său, l-a destituit doar un an mai târziu și l-a trimis la Praga pentru a prelua administrarea curții ducale.
Abia după moartea lui Spytihněv al II-lea în 1061, când fratele său, Vratislav al II-lea, a devenit duce al Boemiei, Conrad a primit partea ce i se cuvenea în Moravia, Brno și Znojmo unde a guvernat împreună cu fratele său, Otto între 1055 și 1061.
În 1068 Conrad a sprijinit numirea fratelui său mai mic, Jaromír, în funcția de Episcop de Praga. Conrad a întreprins împreună cu fratele său, Vratislav al II-lea, mai multe campanii militare împotriva regelui Boleslav al II-lea al Poloniei și în 1082 împotriva margrafului Austriei, Leopold al II-lea de Babenberg, aliatul antiregelui Herman de Salm.
După moartea fratelui său, Otto, Conrad a primit și Olomouc guvernând astfel din 1087 toată Moravia. Considerându-l periculos de puternic, Vratislav al II-lea l-a trimis în 1090 pe fiul său, Bretislav, cu o armată împotriva lui Conrad, însă acesta a profitat de situație pentru a se întoarce împotriva propriului tată. După ce Vratislav al II-lea l-a desemnat pe Conrad moștenitorul său legitim, conform normei agnatice, cei doi l-au învins împreună pe Bretislav care s-a refugiat în Ungaria.
La moartea lui Vratislav (14 ianuarie 1092) Conrad s-a îndreptat imediat spre Boemia unde a devenit duce pe 20 ianuarie domnind însă doar opt luni înainte de a muri.

## Căsătorie și descendenți
Conrad s-a căsătorit în 1054 cu nobila bavareză Vilpirka de Tengling (Wilpirk sau Hildeburga) care se presupune că era o fiică a contelui Sieghard al VII-lea de Chiemgau. Din această căsătorie au rezultat doi fii:
- Ulrich (d. 1113), prinț de Brno din 1092 până în 1097 și din 1100 până la sfârșitul vieții;
- Luitpold (d. 1112), tatăl lui Conrad al II-lea de Znojm, prinț de Znojmo din 1092 până în 1097 și din 1100 până la sfârșitul vieții.